# Baixio
Baixio là một đô thị thuộc bang Ceará, Brasil. Đô thị này có diện tích 146,442 km², dân số năm 2007 là 5765 người, mật độ 39,37 người/km².